# Nausitora saulii
Nausitora saulii is een tweekleppigensoort uit de familie van de Teredinidae. De wetenschappelijke naam van de soort is voor het eerst geldig gepubliceerd in 1866 door Wright.